# Amalie Seidel

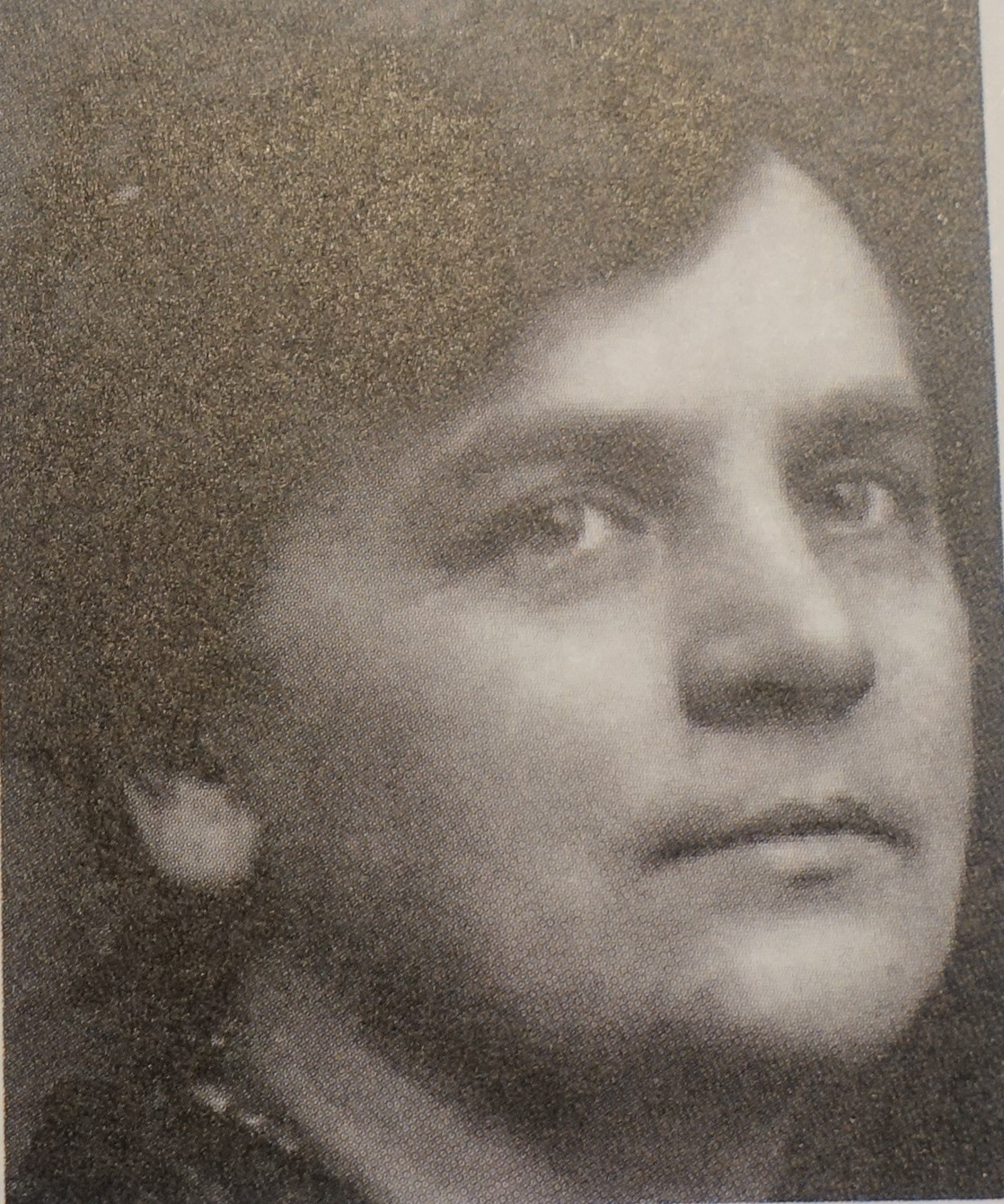
Amalie Seidl

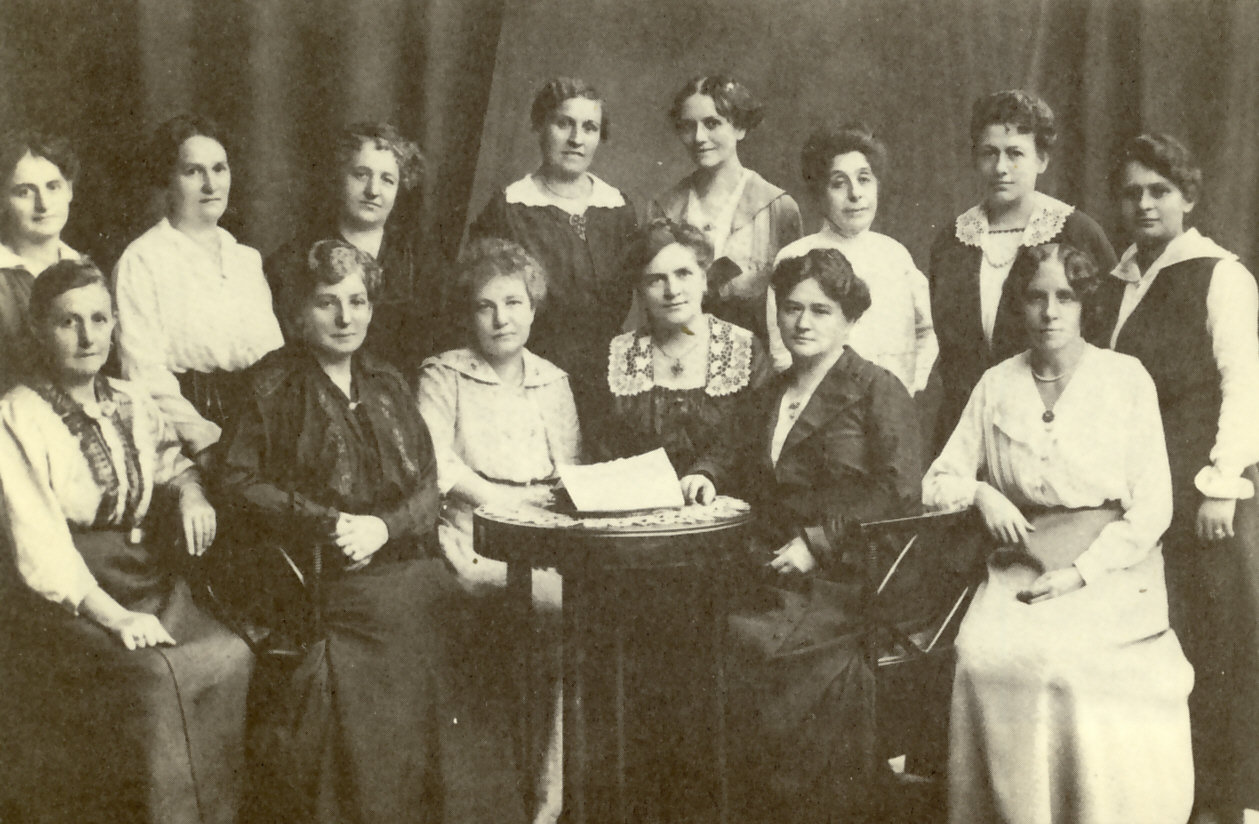
Amalie Seidel, 1. Reihe, 3. von rechts, im Frauenreichskomitee 1917

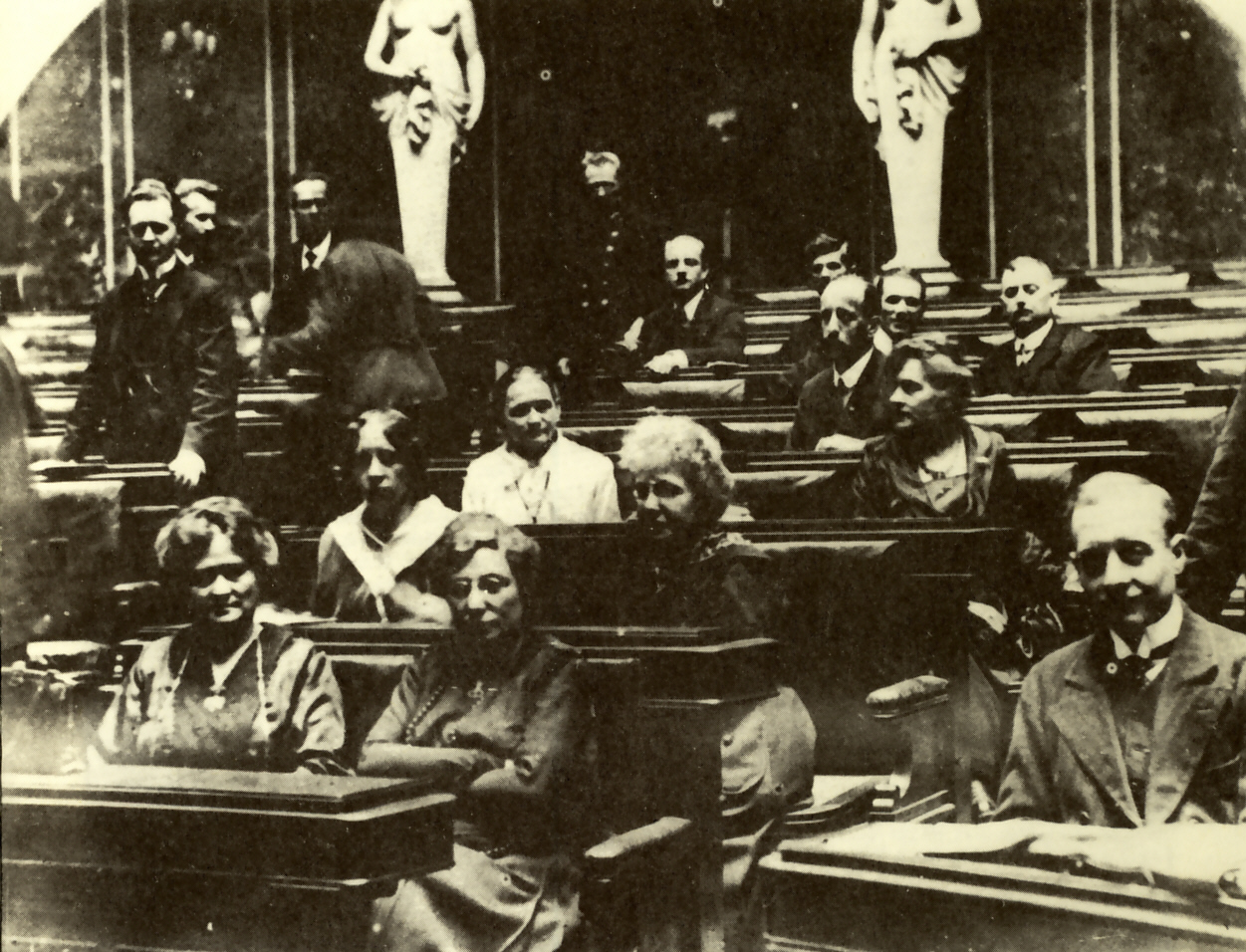
Amalie Seidel in der 3. Reihe rechts als Abgeordnete der Verfassunggebenden Nationalversammlung vom 4. März 1919

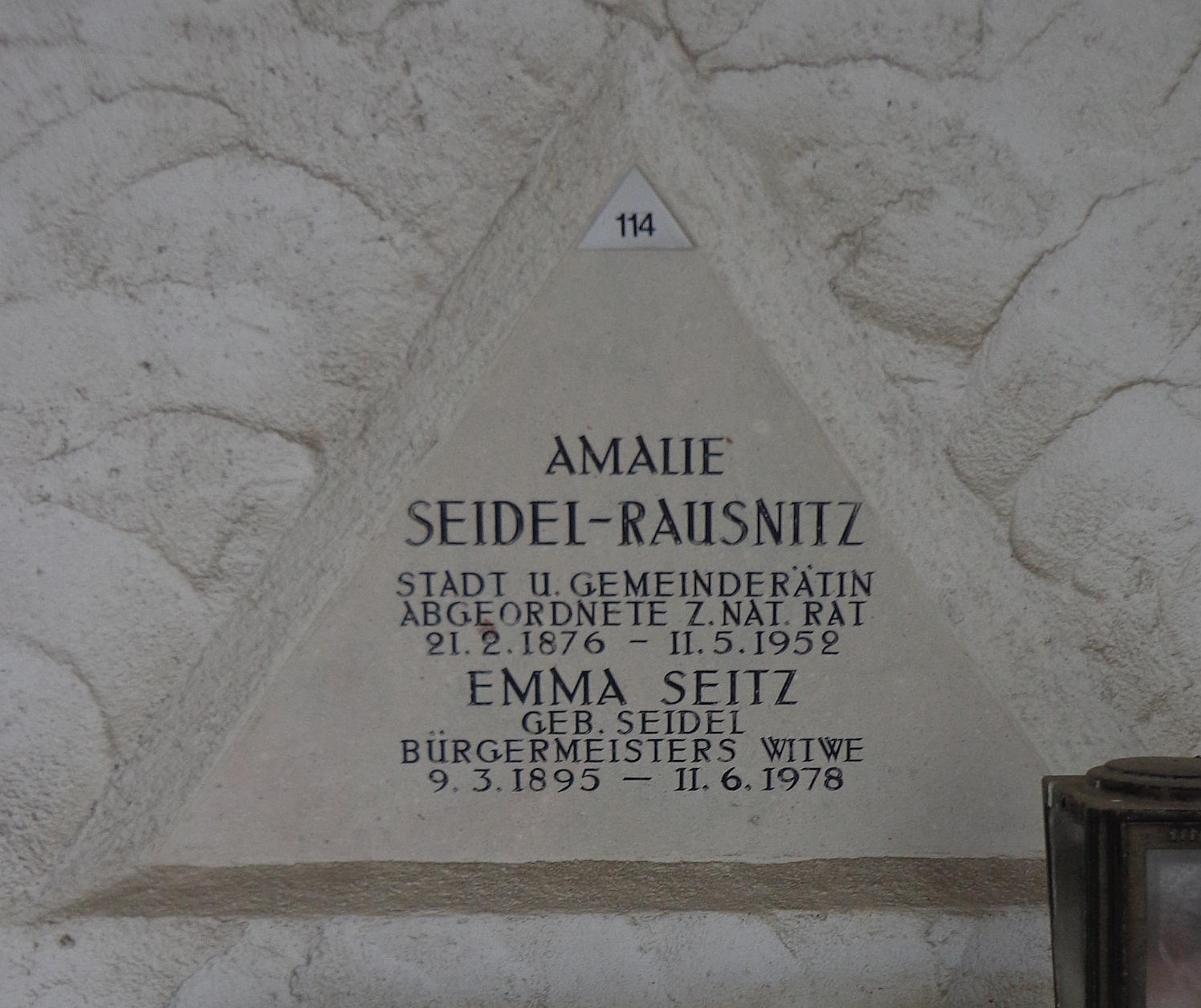
Feuerhalle Simmering, Urnengrab von Amalie Seidel und Emma Seitz

Amalie Seidel (* 21. Februar 1876 als Amalie Ryba in Wien; † 11. Mai 1952 ebenda) war eine österreichische sozialdemokratische Politikerin und Frauenrechtlerin.

## Leben
1876 wurde die Tochter eines Schlossers geboren. 12 ihrer 15 Geschwister starben im Kindesalter. Ihr Vater, der in der Gewerkschaftsbewegung aktiv war, politisierte sie früh. Als Schülerin erledigte sie Näharbeiten in Heimarbeit und mit 12 Jahren brach sie die Schule ab, um als Dienstmädchen zu arbeiten.
1895 heiratete sie den Ingenieur Richard Seidel, mit dem sie 2 Töchter hatte, die sie nach dem Zerbrechen der Ehe allein aufzog. 1938 heiratete sie erneut und hieß zuletzt Amalie Seidel-Rausnitz.
1892 trat sie dem Gumpendorfer Arbeiterbildungsverein bei. Nachdem sie öffentlich als Rednerin aufgetreten war, wurde sie zu 3 Wochen Haft verurteilt. Danach war sie Textilarbeiterin in der Gumpendorfer Appretur-Fabrik Heller und Sohn und organisierte den ersten Frauenstreik Österreichs, bei dem die Verminderung der täglichen Arbeitszeit von 13 auf 10 Stunden, eine Lohnerhöhung sowie der arbeitsfreie 1. Mai gefordert wurden. Er wurde Streik der 700 genannt, weil sich 700 Frauen aus unterschiedlichen Fabriken mit ihr solidarisierten, nachdem sie wegen gewerkschaftlicher Agitation entlassen worden war. Daneben war sie in der Konsum-Bewegung führend tätig. Sie engagierte sich in der Frauenbewegung und wurde Schriftführerin des Lese- und Debattierclubs Libertas. Nach einigen Ehejahren wurde Amalie Seidel 1900 Vorsitzende des Frauenbezirkskomitees und 1902 des Frauenreichskomitees. Die Jahre vor dem Ersten Weltkrieg waren die Jahre ihres stärksten frauenemanzipatorischen Engagements.
Nach Ausrufung der Republik war Amalie Seidel 1919–1923 Gemeinderätin und 1919–1934 Abgeordnete zum Nationalrat. Die Schwerpunkte ihrer politischen Tätigkeit lagen bei der Jugendfürsorge und dem Gesundheitswesen. Sie bekämpfte das System der Pflegeeltern, bei dem Kinder von privaten Pflegeeltern vielfach nur wegen des damit verbundenen Geldes und der Gewinnung einer weiteren Arbeitskraft aufgenommen wurden. 1920 begründete sie das Wiener Jugendhilfswerk und initiierte die Kinderfreibäder in Wien. Sie arbeitete in jener Zeit besonders mit Julius Tandler zusammen.
Nach den Februarkämpfen 1934 wurde sie einen Monat lang inhaftiert und zog sich daraufhin für immer aus der Politik zurück. Allerdings stellte sie ihre Wohnung für illegale Treffen sozialistischer Frauen zur Verfügung.
1938 heiratete sie den jüdischen Wiener Kommunalpolitiker Sigmund Rausnitz, um ihn durch diese Ehe zu schützen. Dieser verübte allerdings 1942 Selbstmord, was Amalie Seidel schwer traf. 1944, nach dem Attentat auf Hitler, wurde sie einige Tage im Landesgericht Wien inhaftiert.
Nach dem Zweiten Weltkrieg lebte Amalie Seidel schließlich bei ihrer Tochter Emma und deren Ehemann Karl Seitz, dem einstigen Staatsoberhaupt, Parteivorsitzenden der SDAP und Bürgermeister von Wien.
Amalie Seidel und Emma Seitz sind bestattet im Arkadenhof der Feuerhalle Simmering in Wien.

## Anerkennung
2006 wurde ihr zu Ehren der Amalie-Seidel-Weg in Wien-Meidling nach ihr benannt.

## Schriften (Auswahl)
- Der erste Arbeiterinnenstreik in Wien. In: Adelheid Popp (Hrsg.): Gedenkbuch. 20 Jahre österreichische Arbeiterinnenbewegung. Verlag der Wiener Volksbuchhandlung, Wien 1912, S. 66–69 (Digitalisat).
- Ich siebzehnjährige Frechheit. In: Victor Adler im Spiegel seiner Zeitgenossen. Verlag der Wiener Volksbuchhandlung, Wien 1968, S. 189–190.